# 鳥集忠男
鳥集 忠男（とりだまり ただお、1926年（大正15年）4月17日 - 2002年（平成14年）8月24日）は、日本の民俗芸能研究者。南九州に伝わる箱三味線「ゴッタン」の奏者でもあった。

## 来歴
宮崎県高原町に鳥集逸、シヲの二男として生まれる。宮崎県立都城農学校（現・宮崎県立都城農業高等学校）を卒業し、小学校、中学校の教諭をしていた。その後、行政書士・司法書士事務所を開く。その傍ら市文化財調査委員の委託を受ける。1964年、事務所を訪れる農業青年のよろず相談をきっかけに「下水流青年団」の伝承芸能を指導。この頃から「いなかの先生」の愛称で呼ばれる。
1974年夏、鹿児島県財部町に住むゴッタンの弾き語りの伝承者、荒武タミを片山謙二と尋ねる。タミは視覚障害者だったが、引く技と歌いぶりに感動する。その後、何回か取材を重ねるうちに、荒武タミの芸に魅せられて、弟子となる。
1977年10月14日、鹿児島民俗学会からゴッタンの演奏者を求めているとの連絡を受けて荒武タミを推挙し、タミは国立劇場主催「日本音楽の流れ-三絃」で舞台に上がる。その後、タミは邦楽評論家の吉川英史から高い評価を得て、南日本文化賞・エイボン女性文化賞や「鹿児島県民表彰」を受けた。タミの死後は唯一の伝承者となる。
1981年、『都城の民俗芸能』を出版。都城名誉市民の蒲生昌作より推薦文を得る。蒲生昌作の「風土は人をつくる」という言葉に感銘を受け、以後この言葉を「民俗芸能の心」とした。
『都城の民俗芸能』の巻頭言「ふるさとの心」がきっかけとなり、1986年より「霧島の歌とおどり」が開始される。同年、宮崎日日新聞社文化賞を受賞。
1998年10月に南日本文化賞（南日本新聞社）を受賞した。
2002年8月24日に死去。

## 著書
- 『都城の民俗芸能』（監修·鳥集忠男、大河原光広）都城市、1981年
- 『南九州の歌謡』鉱脈社、1991年
- 『からいも風土記』鉱脈社、1991年